# Cobie Buter
Jacobje Jantje Cobie Buter (Steenwijk, Países Bajos 17 de mayo de 1946) es una nadadora retirada especializada en pruebas de estilo espalda. Fue medalla de bronce en los 100 metros espalda durante el Campeonato Europeo de Natación de 1970.
Representó a Países Bajos en los Juegos Olímpicos de México 1968.

## Palmarés internacional
| Campeonato Europeo de Natación | Campeonato Europeo de Natación | Campeonato Europeo de Natación | Campeonato Europeo de Natación |
| Año                            | Lugar                          | Medalla                        | Prueba                         |
| ------------------------------ | ------------------------------ | ------------------------------ | ------------------------------ |
| 1970                           | Barcelona ( España)            | Medalla de bronce              | 100 m espalda                  |